# Pedro Romero
Pedro Romero (12 aprile 1937 – 12 marzo 2018) è stato un calciatore messicano, di ruolo centrocampista.

## Carriera
Con la Nazionale messicana ha preso parte ai Mondiali 1962.